# Wsewolod Fjodorowitsch Miller

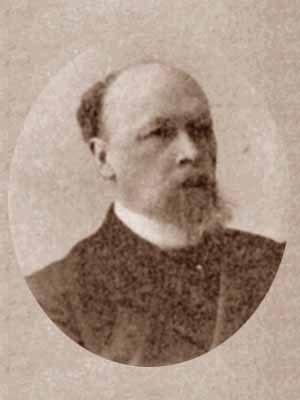
Wsewolod Fjodorowitsch Miller

Wsewolod Fjodorowitsch Miller (russisch Всеволод Фёдорович Миллер, wiss. Transliteration Vsevolod Fëdorovič Miller; * 7. Apriljul. / 19. April 1848greg. in Moskau; † 5. Novemberjul. / 18. November 1913greg. in Sankt Petersburg) war ein russischer Historiker, Ethnograph und Linguist. Er interessierte sich für die indoeuropäische Sprachwissenschaft, vor allem für die Indoiranistik. 1898 wurde er korrespondierendes und 1911 ordentliches Mitglied der Russischen Akademie der Wissenschaften.
Seine Grabstätte befindet sich auf dem Nowodewitschi-Friedhof in Moskau.